# کارفیتزی
کارفیتزی (به ایتالیایی: Carfizzi) یک کومونه در ایتالیا است که در استان کروتون واقع شده‌است.

## خصوصیات
کارفیتزی ۲۰ کیلومترمربع مساحت و ۷۶۹ نفر جمعیت دارد.